# Les Revenants
Les revenants es una serie de televisión francesa creada por Fabrice Gobert y que se emitió en Canal+ en Francia, BeTV en Bélgica, Channel 4 en Reino Unido y SVT en Suecia. La serie consta de ocho episodios emitidos en estas cadenas entre el 26 de noviembre de 2012 y el 17 de diciembre de 2012. Los capítulos duran 52 minutos. 
Es una adaptación de la película They Came Back (en Francia titulada Les Revenants) de 2004. En 2013 fue ganadora de un Premio Emmy Internacional en la categoría a la mejor serie dramática. Una segunda temporada se estrenó en 2015.

## Sinopsis
En Annecy, durante el mismo día, gente de diferentes edades y clases sociales, todos ellos desorientados, intentan entrar en sus casas. No saben que han estado muertos durante varios años, que no han envejecido y que nadie les está esperando. Sin embargo, están decididos a recuperar un sitio que ya no es suyo. Pronto descubrirán que no están solos en esa vuelta, y que su regreso está causando más de un problema en la región. ¿Y si sólo es el principio de una convulsión mucho mayor?

## Reparto y personajes
- Anne Consigny como Claire.
- Clotilde Hesme como Adèle.
- Céline Sallette como Julie.
- Pierre Perrier como Simon.
- Guillaume Gouix como Serge.
- Frédéric Pierrot como Jérôme.
- Constance Dollé como Sandrine.
- Grégory Gadebois como Toni.
- Ana Girardot como Lucy.
- Jean-François Sivadier como Pierre.
- Alix Poisson como Laure.
- Jenna Thiam como Lena.
- Samir Guesmi como Thomas.
- Yara Pilartz como Camille.
- Brune Martin como Chloé.
- Jérôme Kircher como Père Jean-François.
- Matila Malliarakis como Frédéric.
- Carole Franck como Mlle Payet.
- Laetitia de Fombelle como Madame Costa.
- Alain Blazquez como Xavier.
- Swann Nambotin como Victor.

## Adaptaciones
En mayo de 2013, se reveló que Paul Abbott y FremantleMedia estaban desarrollando una adaptación en inglés, con el título provisional They Came Back. En septiembre de 2013, se reveló que Abbott ya no estaba involucrado en el proyecto y que A&E lo desarrollaría. En abril de 2014, A&E ordenó 10 episodios con Carlton Cuse y Raelle Tucker como productores ejecutivos. La serie se estrenó el 9 de marzo de 2015 y fue cancelada después de una temporada. 